# ポール・バトラー (ボクサー)
ポール・バトラー（Paul Butler、1988年11月11日 - ）は、イギリスの男性プロボクサー。チェスター出身。元IBF・WBO世界バンタム級王者。

## 来歴
2010年12月11日、リヴァプールのエコー・アリーナ・リヴァプールでデビュー戦を行い、4回判定勝ちを収めデビュー戦を白星で飾った。
2012年11月9日、リヴァプールのエコー・アリーナ・リヴァプールでBBBofC英国スーパーフライ級王座決定戦をジョン・ドネリーと行い、左ボディフックでダウンを奪うとそのままレフェリーがカウントアウト。初回1分9秒KO勝ちで王座獲得に成功した。
2013年4月20日、ロンドンのウェンブリー・アリーナでコモンウェルスイギリス連邦スーパーフライ級王者のヤクブ・カリームと対戦し、5回24秒TKO勝ちで王座獲得に成功した。
2013年6月28日、ナジーム・アリと対戦し4回2分4秒KO勝ちで初防衛に成功した。
2013年9月21日、ロンドンのカッパー・ボックスでWBO世界スーパーフライ級8位のミゲール・ゴンサレスとWBOインターコンチネンタルスーパーフライ級王座決定戦を行い、3-0(117-112、120-108、119-110)の判定勝ちを収め王座獲得に成功した。
2013年12月7日、リヴァプールのエコー・アリーナ・リヴァプールでWBAインターコンチネンタルスーパーフライ級王座決定戦をルーベン・モンテーラと対戦し、3-0(120-108、120-109、118-110)の判定勝ちを収めWBAインターコンチネンタル王座獲得、WBOインターコンチネンタル王座初防衛に成功した。
2014年3月8日、オレステ・バーナーベ・ニエヴァとWBAインターコンチネンタルバンタム級王座決定戦を行い、4回1分25秒KO勝ちで王座獲得に成功した。
2014年6月7日、ニューカッスルのメトロ・ラジオ・アリーナでIBF世界バンタム級王者のスチュアート・ホールと対戦し、12回2-1（117-111、115-113、113-115）の判定勝ちを収め王座獲得に成功した。
2014年7月2日、スーパーフライ級へ転向するためにIBF世界バンタム級王座を返上した。
2014年10月2日、同月25日にリヴァプールのエコー・アリーナ・リヴァプールでIBF世界スーパーフライ級王者のゾラニ・テテと対戦予定だったが、練習中にテテが左拳を骨折し、試合は延期となった。
2015年3月15日、リヴァプールのエコー・アリーナ・リヴァプールでIBF世界スーパーフライ級王者のゾラニ・テテと対戦。8回に左アッパーでキャリア初ダウンを奪われ、バトラーはなんとか立ち上がるもレフェリーが試合をストップ、プロ初黒星となる8回1分34秒TKO負けを喫し階級を下げての2階級制覇に失敗した。
2017年9月30日、リヴァプールのエコー・アリーナ・リヴァプールで元IBF世界バンタム級王者でWBA世界バンタム級14位のスチュアート・ホールとWBA世界バンタム級挑戦者決定戦を行い、12回3-0（117-111、118-110×2）の判定勝ちを収めジェイミー・マクドネルへの挑戦権獲得に成功した。
2018年5月5日、ロンドンのO2アリーナにて、IBF世界バンタム級王座決定戦をIBF世界バンタム級3位のエマヌエル・ロドリゲスと行う予定だったが、前日計量でバトラーがバンタム級の規定体重である118ポンドを3.3ポンド（約1.5キロ）体重超過の121.3ポンドを計量し、猶予時間内の再計量も放棄して計量失格となった為、ロドリゲスが勝った場合のみ王座獲得となる条件で試合が行われ、バトラーは12回判定負けを喫した。
2021年10月、リチャード・シェイファーが設立した新興プロモート会社プロベラムと契約を交わした。
2021年12月11日、ドバイでWBO世界バンタム級王者ジョンリル・カシメロと対戦する予定であったが、カシメロが前日計量をウイルス性胃腸炎のため欠席し、試合は中止になった。これにより急遽設けられたWBO世界バンタム級暫定王者決定戦で、プロベラムが不測の事態に備えて待機させていたジョゼフ・アグベコとの対戦が設定され、アグベコは計量をパスするも、バトラーがカシメロの王座剥奪を主張し、暫定王座戦を拒否したことでこの試合は行われなかった。
2022年4月22日、リヴァプールでWBO世界バンタム級タイトルマッチで指名挑戦者として王者ジョンリル・カシメロと対戦する予定であったが、カシメロが英国ボクシング管理委員会の規定に抵触し出場が取り消されたため、20日に試合がキャンセルされた。これにより急遽設けられたWBO世界バンタム級暫定王者決定戦で、プロモーターのプロベラムが不測の事態に備えて待機させていた同級4位ジョナス・スルタンと対戦し、3-0の判定勝ちを収め王座獲得に成功した。その後、WBO執行委員会がカシメロの王座剥奪を決定したため、正規王者に昇格した。
2022年10月13日、日本の横浜ベイシェラトン ホテル&タワーズで開かれた記者会見において、井上尚弥との四団体王座統一戦が12月13日に有明アリーナで開催されることが正式発表された。
2022年12月13日、日本東京都江東区の有明アリーナでWBAスーパー・WBC・IBF世界バンタム級王者の井上尚弥との4団体王座統一戦が行われ、終始ガードを固めながらサークリングやバックステップを駆使して井上の猛攻に耐えるも、11Rに左ボディから左右の連打を浴びてKO負けを喫し、WBO王座から陥落した。この試合で、バトラーは約90万ドル（約１億2150万円）、井上は約3億円のファイトマネーを稼いだ。

## 戦績
- プロボクシング：39戦36勝（17KO）3敗

| 戦           | 日付           | 勝敗 | 時間     | 内容    | 対戦相手                               | 国籍             | 備考                                                                               |
| ------------ | -------------- | ---- | -------- | ------- | -------------------------------------- | ---------------- | ---------------------------------------------------------------------------------- |
| 1            | 2010年12月11日 | ☆    | 4R       | 判定    | アンワル・アルファドリ                 | イギリス         |                                                                                    |
| 2            | 2011年4月2日   | ☆    | 5R 0:36  | TKO     | フランシス・クローク                   | イギリス         |                                                                                    |
| 3            | 2011年7月16日  | ☆    | 4R       | 判定    | アンワル・アルファドリ                 | イギリス         |                                                                                    |
| 4            | 2011年9月17日  | ☆    | 6R       | 判定    | デルロイ・スペンサー                   | イギリス         |                                                                                    |
| 5            | 2011年10月15日 | ☆    | 1R 2:39  | KO      | ダビッド・カナラス                     | ハンガリー       |                                                                                    |
| 6            | 2012年1月20日  | ☆    | 8R       | 判定    | マイケル・ラマベレツァ                 | 南アフリカ共和国 |                                                                                    |
| 7            | 2012年5月18日  | ☆    | 3R 1:52  | TKO     | フセイン・フセイノフ                   | ブルガリア       |                                                                                    |
| 8            | 2012年7月5日   | ☆    | 10R      | 判定    | アシュレイ・セクストン                 | イギリス         |                                                                                    |
| 9            | 2012年11月9日  | ☆    | 1R 1:09  | KO      | ジョン・ドネリー                       | イギリス         | BBBofC英国スーパーフライ級王座決定戦                                               |
| 10           | 2013年3月21日  | ☆    | 4R 2:46  | TKO     | アンワル・アルファドリ                 | イギリス         |                                                                                    |
| 11           | 2013年4月20日  | ☆    | 5R 0:24  | TKO     | ヤクブ・カレン                         | ニジェール       | コモンウェルス英連邦スーパーフライ級タイトルマッチ                                 |
| 12           | 2013年6月28日  | ☆    | 4R 2:04  | KO      | ナジーム・アリ                         | イギリス         | コモンウェルス防衛1                                                                |
| 13           | 2013年9月21日  | ☆    | 12R      | 判定3-0 | ミゲール・ゴンサレス                   | チリ             | WBOインターコンチネンタルスーパーフライ級王座決定戦                                |
| 14           | 2013年12月7日  | ☆    | 12R      | 判定3-0 | ルーベン・モントーヤ                   | メキシコ         | WBOインターコンチネンタル防衛1 WBAインターコンチネンタルスーパーフライ級王座決定戦 |
| 15           | 2014年3月8日   | ☆    | 4R 1:25  | KO      | オレステ・ベルナベ・ニエバ             | アルゼンチン     | WBAインターコンチネンタルバンタム級王座決定戦                                      |
| 16           | 2014年6月7日   | ☆    | 12R      | 判定2-1 | スチュアート・ホール                   | イギリス         | IBF世界バンタム級タイトルマッチ                                                    |
| 17           | 2014年10月25日 | ☆    | 10R      | 判定3-0 | イスマエル・ガルニカ                   | メキシコ         |                                                                                    |
| 18           | 2015年3月6日   | ★    | 8R 1:34  | TKO     | ゾラニ・テテ                           | 南アフリカ共和国 | IBF世界スーパーフライ級タイトルマッチ                                              |
| 19           | 2015年7月11日  | ☆    | 5R 2:53  | TKO     | グスタボ・モリナ                       | メキシコ         |                                                                                    |
| 20           | 2015年10月3日  | ☆    | 1R 0:30  | KO      | エクトル・ローランド・グスマン         | アルゼンチン     |                                                                                    |
| 21           | 2015年12月19日 | ☆    | 6R 2:45  | TKO     | シルビオ・オルティーヌ                 | ルーマニア       |                                                                                    |
| 22           | 2016年3月12日  | ☆    | 9R 1:27  | TKO     | セバスチャン・サンチェス               | メキシコ         | WBOインターナショナルスーパーフライ級王座決定戦                                    |
| 23           | 2016年10月22日 | ☆    | 10R      | 判定3-0 | アレクシス・ルイス                     | メキシコ         |                                                                                    |
| 24           | 2016年12月3日  | ☆    | 10R      | 判定3-0 | アレクサンデル・カサレス               | メキシコ         |                                                                                    |
| 25           | 2017年4月8日   | ☆    | 4R 2:14  | TKO     | カルロス・ルーベン・ダリオ・ルイス     | アルゼンチン     |                                                                                    |
| 26           | 2017年9月30日  | ☆    | 12R      | 判定3-0 | スチュアート・ホール                   | イギリス         | WBAコンチネンタルバンタム級王座決定戦                                              |
| 27           | 2018年2月3日   | ☆    | 8R 2:02  | TKO     | ジェフェルソン・バルガス               | エクアドル       |                                                                                    |
| 28           | 2018年5月5日   | ★    | 12R      | 判定0-3 | エマヌエル・ロドリゲス                 | プエルトリコ     | IBF世界バンタム級王座決定戦                                                        |
| 29           | 2018年11月3日  | ☆    | 10R      | 判定3-0 | ヨアン・ボワイヨ                       | フランス         |                                                                                    |
| 30           | 2019年3月30日  | ☆    | 6R       | 判定3-0 | ファディリ・マジハ                     | タンザニア       |                                                                                    |
| 31           | 2019年5月18日  | ☆    | 6R 2:52  | TKO     | サルバドール・エルナンデス・サンチェス | メキシコ         |                                                                                    |
| 32           | 2019年9月22日  | ☆    | 6R       | 判定3-0 | ホセアファト・レイジェス               | メキシコ         |                                                                                    |
| 33           | 2019年12月14日 | ☆    | 6R       | 判定3-0 | ホセ・アギラール                       | ニカラグア       |                                                                                    |
| 34           | 2020年10月18日 | ☆    | 8R       | 判定3-0 | ライアン・ウォーカー                   | イギリス         |                                                                                    |
| 35           | 2021年6月25日  | ☆    | 10R      | 判定2-1 | ウィリバルド・ガルシア                 | メキシコ         | WBOインターナショナルバンタム級王座決定戦                                          |
| 36           | 2022年4月22日  | ☆    | 12R      | 判定3-0 | ジョナス・スルタン                     | フィリピン       | WBO世界バンタム級暫定王座決定戦→正規王座認定                                       |
| 37           | 2022年12月13日 | ★    | 11R 1:09 | TKO     | 井上尚弥（大橋）                       | 日本             | WBA・WBC・IBF・WBO世界バンタム級王座統一戦 WBO陥落                                 |
| 38           | 2023年6月16日  | ☆    | 1R 2:42  | TKO     | ジェイソン・セルバンテス               | コロンビア       |                                                                                    |
| 39           | 2023年12月8日  | ☆    | 2R 1:45  | KO      | ナビル・アフメド                       | イギリス         |                                                                                    |
| テンプレート |                |      |          |         |                                        |                  |                                                                                    |

## 獲得タイトル
- BBBofC英国スーパーフライ級王座
- コモンウェルス英連邦スーパーフライ級王座
- WBOインターコンチネンタルスーパーフライ級王座
- WBAインターコンチネンタルスーパーフライ級王座
- WBAインターコンチネンタルバンタム級王座
- WBOインターナショナルスーパーフライ級王座
- WBAコンチネンタルバンタム級王座
- IBF世界バンタム級王座（防衛0度=返上）
- WBO世界バンタム級暫定王座（防衛0=後に正規王座に認定）
- WBO世界バンタム級王座（防衛0）